# Al-Bayyasi
Abd Alah ben Muhámmad al-Bayyasi (اﻟﺑﻴﺎسي) (Bayyasa; mediados del siglo xii – al-Mudawwar al-Adna; noviembre de 1226) fue un noble almohade. Natural de Bayyasa —actual Baeza— que se alzó en contra del califa al-Ádil, nombrándose emir de Baeza. En 1224 llegó a controlar gran parte de las actuales provincias de Jaén, de Córdoba y la zona fronteriza del sur de Badajoz y Ciudad Real.

## Biografía
Abd Al-lah ben Muhámmad al-Bayyasi (اﻟﺑﻴﺎسي) era hijo de Abu Abd Al-lah Muhámmad ben Úmar —valí de Bayyasa— y bisnieto del califa Abd al-Mumin. Abd Al-lah nació en la ciudad de la que era natural su padre y por ella se le dio el sobrenombre de «al-Bayyasi» («el Baezano»).

### Bajo el gobierno almohade
Bajo el gobierno del califa almohade Abu Yaqub II al-Mustánsir fue nombrado valí de Jaén pero este nombramiento no le duró mucho porque a la muerte de este, al-Bayyasi fue sustituido por Abu l-Rabi b. Abu Hafs, tío del nuevo califa Abd al-Wáhid al-Majlú. En vista de tal desaire, al-Bayyasi entró al servicio del otro aspirante al trono emiral, Abu Muhámmad Abd Al-lah al-Ádil de Murcia. Este nuevo califa lo envió a reclutar nuevos adeptos para su causa, entre ellos a Abu Zayd (hermano de al-Bayyasi). Más tarde le encomendó tareas de más responsabilidad como la de someter Sevilla y obligarla a servir lealtad a al-Ádil. Al-Bayyasi marchó con un numeroso ejército al que se le sumaron las tropas de Abu l-Ula —valí de Córdoba y hermano de al-Ádil—. En Sevilla obligaron al valí Abd al-Aziz a someterse y el Califa marchó hacia allá para aposentarse en su nueva sede. Al-Bayyasi esperaba que se le recompensara con el nombramiento de valí de Sevilla, ya que había sido él el que había conseguido la victoria, pero por el contrario, el califa al-Ádil nombró para este cargo a su hermano Abu l-Ula y al baezano le dio el gobierno de Córdoba, que era una plaza menos importante.

### Emir de Baeza
Al-Bayyasi se vio defraudado y en Córdoba tomó la decisión de nombrarse emir independiente en 1224. Comenzó a conquistar tierras y se le sumaron nuevas poblaciones, entre ellas su natural Baeza, así consiguió abarcar un amplio territorio que comprendía las actuales provincias de Jaén, Córdoba, Badajoz y Ciudad Real. El califa respondió mandando a su hermano Abu l-Ula, que reconquistó todas las plazas menos Baeza, donde se refugió al-Bayyasi y se rindió. Ese mismo año se volvió a nombrar emir, esta vez en Baeza, y desde esta plaza comenzó la nueva conquista de las tierras que le habían arrebatado. Ya que no tenía apoyos en el mundo islámico, los buscó en el cristiano, y así entró en contacto con Fernando III "el Santo", rey de Castilla. Juntos participaron en los ataques a Quesada y Jaén, e hicieron frente a un nuevo ataque califal sobre Baeza que fue atajado a cinco millas de la ciudad.
Al-Bayyasi cedió algunas plazas fronterizas como Salvatierra, Burgalimar o Capilla a Fernando III a cambio de que este le proporcionase recursos para atacar Sevilla y llevar a cabo su venganza. De esta forma partió al-Bayyasi en 1225 desde Córdoba con un poderoso ejército con el que asedió la ciudad de Sevilla y se adueñó de todas las fortalezas del Aljarafe sevillano, obligando al califa al-Ádil a huir cruzando el Estrecho. A fin de evitar los ataques cristianos, la mayoría de las villas situadas entre Sevilla y Córdoba reconocen a al-Bayyasi como su señor, pues era aliado del rey de Castilla. Satisfecho por sus nuevas conquistas y su gran influencia, al-Bayyasi se retiró a Córdoba. Allí, una revuelta popular provocada por su amistad con los cristianos lo obligó a dejar la ciudad y buscar refugio en el castillo de Almodóvar del Río, donde subiendo la cuesta del alcázar fue muerto a manos de su visir Ibn Yaburak —que había sido sobornado por Abu l-Ula—. El visir llevó la cabeza de al-Bayyasi a Sevilla y reclamó a Abu l-Ula la recompensa que le había prometido, pero este lo acusó de traición por haber asesinado a su emir y lo ajustició. Esto ocurría en el año 1226.
Al llegar a oídos de Fernando III la noticia de la muerte de su amigo, tomó bajo su protección al hijo de este, Abd al-Mon, lo educó junto a sus hijos y lo llevó a la conquista de Sevilla en 1248. Allí en su mezquita mayor, ahora consagrada en catedral, Abd al-Mon fue bautizado en la fe cristiana, siendo su padrino el propio rey don Fernando y recibiendo el nombre de Fernando de Adelmón —apellido que aún existe hoy en día—.

### Citas
1. ↑  Martínez Díaz, Gonzalo (2000). «La conquista de Andújar: su integración en la Corona de Castilla». Boletín del Instituto de Estudios Giennenses (Jaén: Instituto de Estudios Giennenses) (176): 624. ISSN 0561-3590.
2. ↑  Martínez Díaz, Gonzalo (2000). «La conquista de Andújar: su integración en la Corona de Castilla». Boletín del Instituto de Estudios Giennenses (Jaén: Instituto de Estudios Giennenses) (176): 625-628. ISSN 0561-3590. «"Ante el peligro que corría su vida, el rey de Baeza salió huyendo de Córdoba en compañía de unos pocos de sus fieles; los cordobeses salieron en su persecución, dándole alcance junto al castillo de Almodóvar, donde lo decapitaron enviando su cabeza al califa almohade, que unos días antes se había trasladado de Sevilla a Marruecos."».